# أمالو (أولاد آزم)
أمالو هو دُوَّار يقع بجماعة بوعادل، إقليم تاونات، جهة فاس مكناس في المملكة المغربية. ينتمي الدوّار لمشيخة أولاد آزم التي تضم 6 دواوير. يقدر عدد سكانه بـ 1067 نسمة حسب الإحصاء الرسمي للسكان والسكنى لسنة 2004.

## روابط خارجية
- البوابة الوطنية للجماعات الترابية
- المندوبية السامية للتخطيط